# Човник (ткацтво)

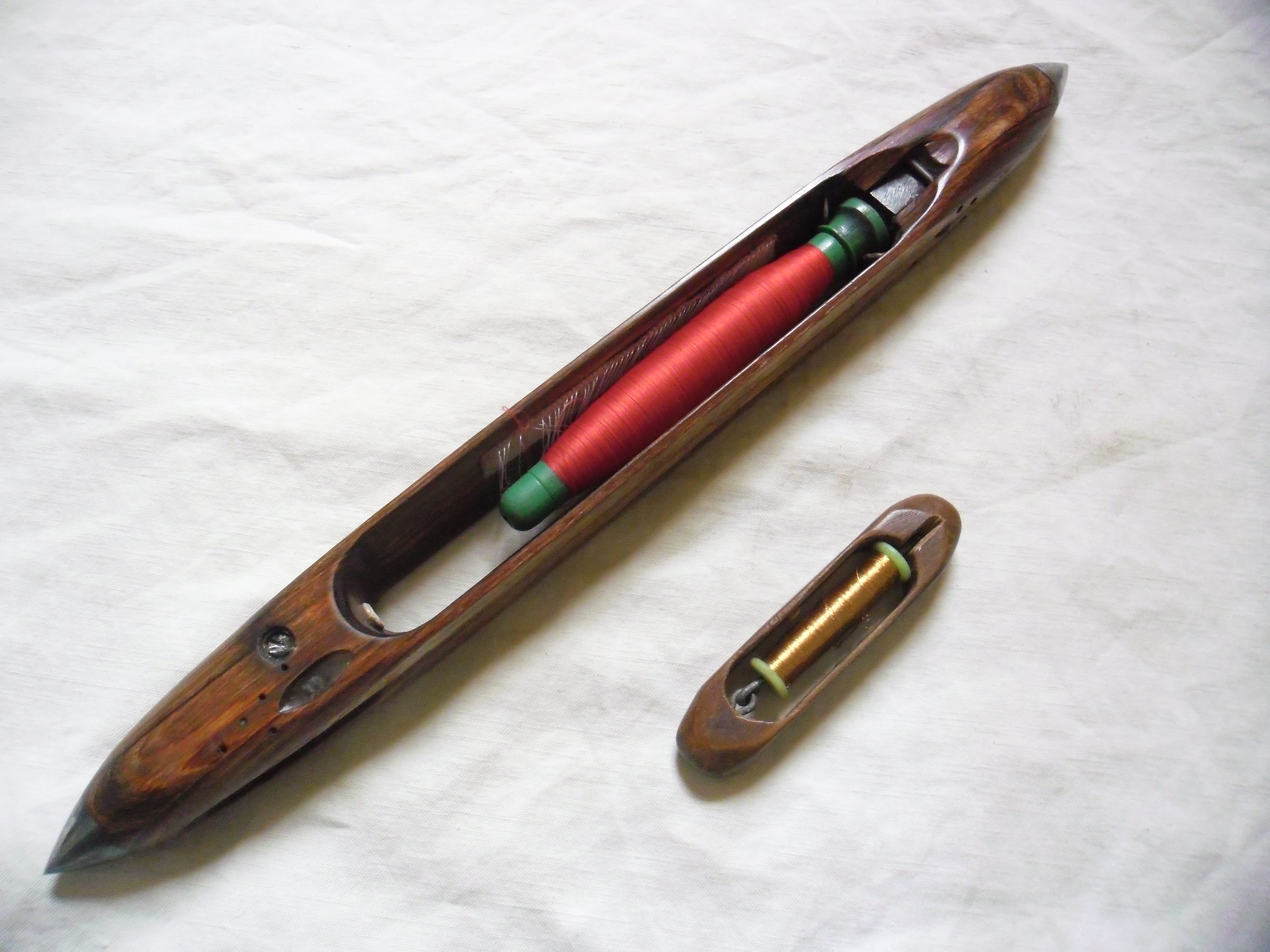
Човник механічного верстата (ліворуч) і ручного верстата

Чо́вник (від прасл. *čьl̥nъ — «видовбана колодка») — деталь ткацького верстата, що прокладає утокову нитку між нитками основи. Під час ткання переміщається туди і назад від крайки до крайки вироблюваної тканини.

## Будова

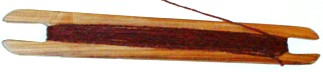
Найпростіший човник

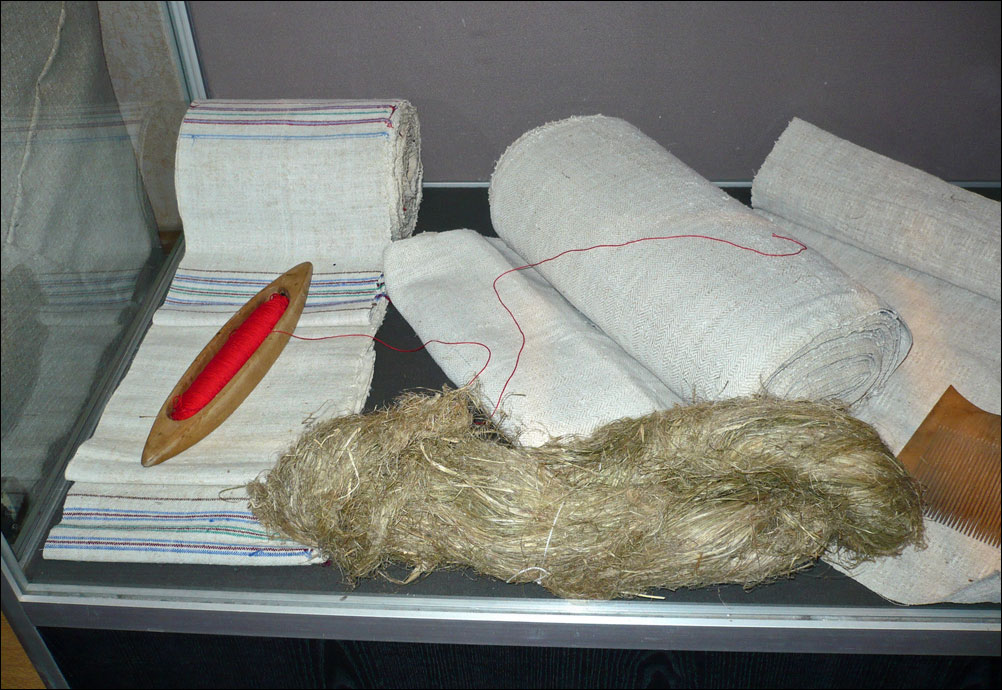
Човник ручного верстата

Найпростіший човник являє собою вирізану дерев'яну колодочку з виїмками на кінцях, на які намотується утокова нитка. Складніші конструкції включають шпулю для нитки, що поміщається усередині порожнистого човника. В Україні човникова шпуля була знана як цівка, а стрижень, куди вона надівалася — веретено, сват, сваток, цьвак. Намотувати на шпульку нитку називалося «сукати цівку». Для сукання цівки використовували пристрій під назвою ремісник чи сукало (у Східній Галичині шпуляр). Він складався з двох вертикальних дощок (лаб, у Східній Галичині називалися слупками), з'єднаних посередині ящиком (скринькою); між верхніми кінцями лаб обертається залізний прут (веретено, на сукалі називався шпеник), що слугує віссю для дерев'яного колеса-маховика (кружала). Один з кінців осі загострений і виступає назовні лаби — на нього надівається шпуля. Вісь з маховиком приводять у рух за допомогою лучка — дерев'яної палички, до обох кінців якої прив'язані ремінець чи мотузка, обмотані подвійною петлею навколо веретена. До ящика-скриньки прироблено сидіння (сідець).
У ручних ткацьких верстатах просилювання човника між нитками основи здійснюється вручну. Човник, що сам переміщався в основі від одного кінця ляди до другого (так званий «летючий човник») з'явився лише в 1733 році, його винайшов англійський сукняр Джон Кей.
Існують верстати з кількома човниками — багаточовникові верстати. Їх використовують для виготовлення клітчастих, крепових, складноузорчатих та інших тканин, у яких у певному порядку чергується кілька видів утоку.
На деяких сучасних верстатах (безчовникових) човник відсутній: утокова нитка просилюється між нитками основи за допомогою струменя повітря (пневматичні верстати), води (гідравлічні верстати), рапірами (рапірні верстати) або мікрочовниками-мікропрокладачами.

## Інше

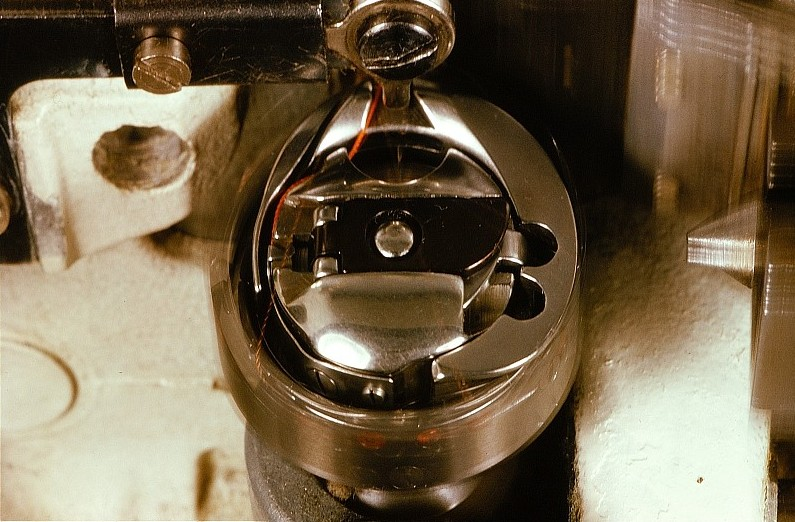
Човник швацької машини

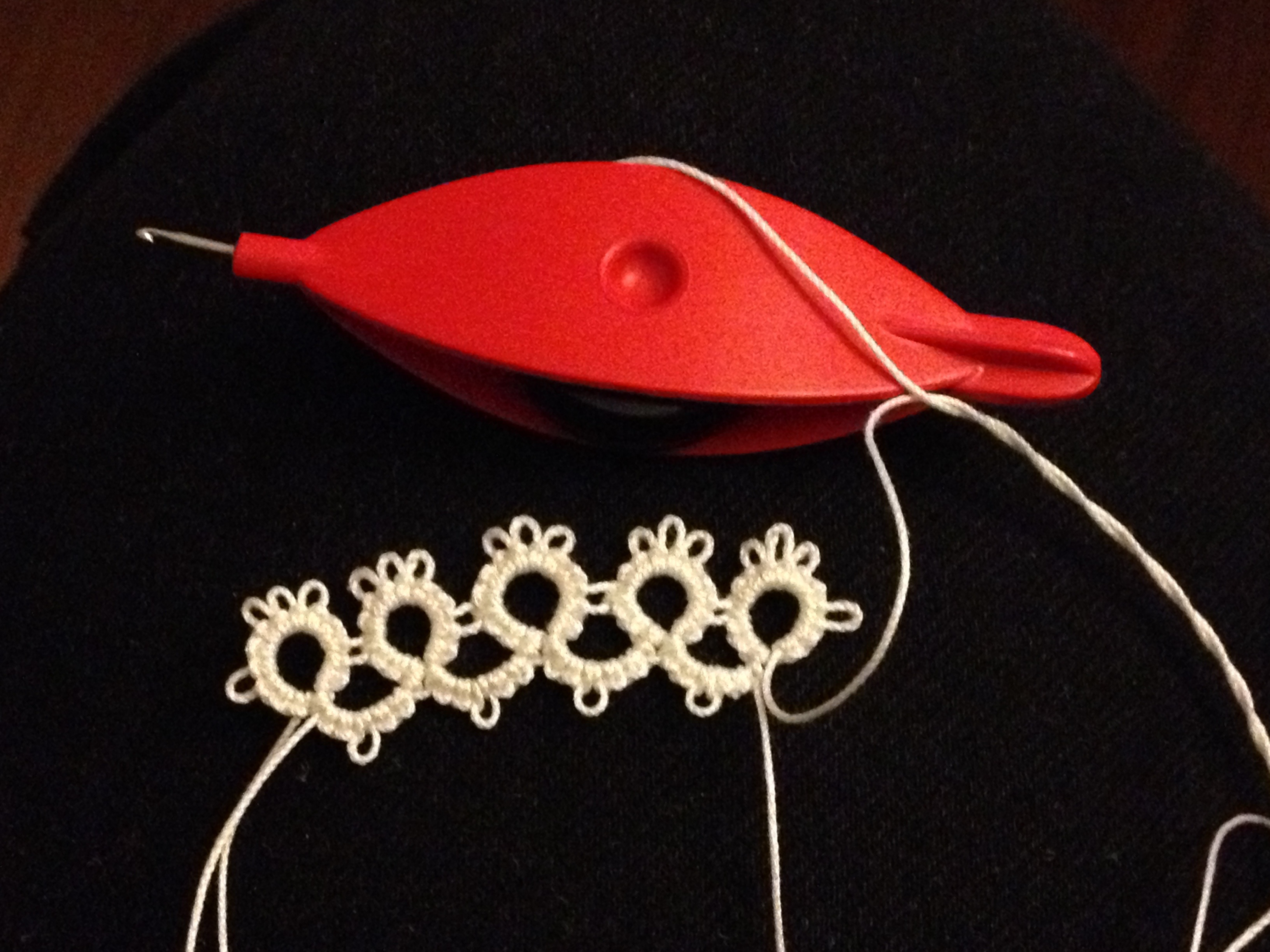
Човник для фриволіте.

Герб цеху ткачів з трьома стилізованими човниками

- Човник швацької машини — деталь у швацькій машині з двонитковим швом, яка подає нижню нитку[1]
- Човник також використовують для плетіння в техніці «фриволіте». Він споряджений в'язальним гачком.
- Човник використовують і під час плетіння рибальських сітей: на нього намотують волосінь (човник для плетіння сітей і сит у вигляді дерев'яної голки називався «глиця»)[8].
- За аналогією з цим приладом, що в процесі роботи переміщається від одного краю полотна до другого, «човниками» у 90-х роках XX століття називали дрібних торгівців, які постійно їздили за товаром (переважно за кордон).

## Галерея
- Натягання основи і робота летючого човника.
- Сукання цівки на шпулярі. Чилі.